# Shadow DN12
O  DN12  é o modelo da Shadow da temporada de 1980 da F1. Foi guiado por David Kennedy e Geoff Lees.